# Galledia
Die galledia group ag ist ein national tätiger Medienkonzern mit Sitz in Berneck SG. Zur Gruppe gehören eine der modernsten Bogenoffset-Druckereien der Schweiz, ein Fachverlag, eine Digitalabteilung sowie drei Regionalzeitungen.

## Geschichte
Der Ursprung von Galledia geht auf die Gründung der Buchdruckerei Flawil im Jahr 1897 und die Gründung des Rheintalers im Jahr 1846 zurück. Die Buchdruckerei Flawil wurde im Jahr 1992 in die Druckerei Flawil AG umfirmiert.
Das Unternehmen Galledia AG wurde im Jahr 2012 aus einem Joint-Venture der Druckerei Flawil AG und der Rheintaler Druckerei und Verlag AG gegründet, an dem beide Unternehmen je zur Hälfte beteiligt waren.
Zwei Jahre später fusionierten die beiden Rheintaler Unternehmen rva Druck und Medien AG aus Altstätten und die Rheintaler Druckerei und Verlag AG aus Berneck und gründeten die Rheintal Medien AG. In diesem Jahr änderte die Druckerei Flawil AG ihren Namen zu dfmedia ag.
Im Jahr 2015 verkaufte dann die df media ag ihre Anteile am Joint-Venture und somit wurde die galledia ag eine 100%ige Tochtergesellschaft der Rheintal Medien AG.
Drei Jahre später beschlossen die Aktionäre die Namensänderung per 1. Januar 2019 von Rheintal Medien AG in galledia group ag. Damit wurde der Grundstein für die Schaffung einer Holdingstruktur gelegt.
Im Juni 2021 erfolgte die Übernahme der Buchs Medien AG, der Herausgeberin des Werdenberger & Obertoggenburgers, die zuvor von CH Media kontrolliert wurde.

## Bogenoffsetdruck
In Flawil SG befindet sich eine Bogenoffsetdruckerei mit 26 Druckwerken.

## Digitalabteilung
Neben den klassischen Printprodukten führt Galledia eine Digitalabteilung, die unter anderem für Webentwicklung, Datenvisualisierungen und digitales Marketing zuständig ist.

## Fachverlag
Zum Fachverlag gehören folgende Fachzeitschriften:
Themenbereich Management
- MK Marketing & Kommunikation
- Organisator
- Werbewoche
- Management & Qualität
- Umweltperspektiven

Themenbereich Immobilien/Sicherheit
- Immobilien Business
- Sicherheitsforum
- Safety-Plus
- Forum Securité

Themenbereich Moto/Diesel
- Töff
- Moto Sport Schweiz
- Moto Sport Suisse
- AutosprintCH
- TIR/KMT

## Regionalzeitungen
Die Galledia Regionalmedien AG verlegt die drei Tageszeitungen Der Rheintaler, den Werdenberger & Obertoggenburger sowie die Rheintalische Volkszeitung, welche im St. Galler Rheintal und im Appenzeller Vorderland während sechs Tagen pro Woche rund 30'000 Leser erreichen. Auch wird online über aktuelle Geschehnisse aus der Region Rheintal informiert.

## Führung
Strategisch wird Galledia von Urs Schneider, Verwaltungsratspräsident der galledia group ag geführt. Daniel Ettlinger ist seit Februar 2018 CEO der galledia group ag.